# Barouéli
Barouéli is een gemeente (commune) in de regio Ségou in Mali. De gemeente telt 42.900 inwoners (2009).